# Eda Hiroshi
Hiroshi Eda (sinh ngày 15 tháng 4 năm 1977) là một cầu thủ bóng đá người Nhật Bản.

## Sự nghiệp câu lạc bộ
Hiroshi Eda đã từng chơi cho Kawasaki Frontale.